# Hřbitov v Poděbradech
Hřbitov v Poděbradech se nachází v městské části Kluk jihozápadně od centra města, na rohu ulic Bílkova a Kolínská. Jeho rozloha je 2,7 hektaru a spravuje jej město Poděbrady. Je zapsán jako nemovitá kulturní památka.
V jihozápadní části se nachází židovský hřbitov, založený v roce 1898, který byl v letech druhé světové války zpustošen, náhrobky až na jeden odvezeny.

## Historie
V obci Kluk u Poděbrad se již od roku 1896 nacházel evangelický a židovský hřbitov. Katolický hřbitov býval blíže centru města, po jeho přemístění do Kluku počátkem 20. století byly na tomto místě založeny Jiráskovy sady.
Tuto novou část hřbitova, budovanou v letech 1902–1903 podle návrhu architekta Josefa Fanty, doplnily sgrafita a reliéfní medailony od sochaře Františka Bílka, umístěné na severní zdi členěné slepými arkádami. Součástí hřbitova se stala i kaple s bývalou márnicí a pitevnou, hřbitovní kříž s Kristem, domek hrobníka a železná vrata s brankami. Hřbitovní kaple sloužila ve druhé dekádě 21. století bohoslužbám pravoslavné církve (společenství v Poděbradech-Kluku bylo filiálkou Pravoslavné církevní obce v Kolíně, později bylo přeneseno do Kutné Hory).

### Pohřbení
Na hřbitově je pohřben historik a zakladatel poděbradského muzea Jan Hellich, památkář a historik umění Vojtěch Birnbaum, malíř a etnograf Ludvík Kuba nebo spisovatel a překladatel Jan Zábrana. Spisovatel Bohumil Říha byl pohřben v evangelické části hřbitova.